# Pierre de Vaissière
Pour les articles homonymes, voir Vaissière.
Pierre de Vaissière, né le 3 novembre 1867 à Aurillac et mort le 28 décembre 1942 à Ferrières-Saint-Mary, est un archiviste et historien français.

## Biographie
Pierre de Vaissiere est le dernier fils de Hilaire de Vaissière (1789 - 1862), procureur du roi auprès du tribunal de Saint-Flour, et de Zélie de La Rochenégly.
Après des études secondaires au collège d'Aurillac, puis chez les Maristes de Riom, il s'inscrit aux facultés de lettres et de droit de Montpellier où son père vient d'être nommé percepteur. Il y a pour professeur d'histoire Charles-Victor Langlois, qui le persuade d'entrer à l'École des chartes. Il y obtient le diplôme d'archiviste paléographe grâce à une thèse sur le chancelier Charles de Marillac. À sa sortie, il est nommé aux Archives nationales où il fera toute sa carrière.
Il est aussi l'auteur d'une abondante œuvre historique sur la France des XVIe, XVIIe et XVIIIe siècles.
Dans son ouvrage Saint-Domingue. la société et la vie créoles sous l'ancien régime (1629-1789), paru en 1909, il décrit notamment les conditions des esclaves, et particulièrement les châtiments qui leur sont parfois réservés : « Des esclaves sont jetés vivants dans des fours ou maintenus au-dessus du feu. D'autres sont remplis de poudre de bombardes pour les faire crever à l'aide d'une mèche. Cela s'appelle "brûler un peu de poudre au cul d'un nègre". Des femmes sont brûlées avec des tisons ardents. À d'autres, on déverse la bouillie brûlante des cannes avec des cuillères de sucrerie. Des Noirs sont mutilés, enterrés vivants après avoir creusé eux-mêmes leur tombe... »

## Publications
- Charles de Marillac, ambassadeur et homme politique sous les règnes de François Ier, Henri II et François II. Paris, Welter, 1896, in-8°
- Gentilshommes campagnards de l'ancienne France : étude sur la condition, l'état social et les mœurs de la noblesse de province du XVIe au XVIIIe siècle. Librairie académique Perrin, 1903, in-8°(couronné par l'Académie française : second

- Grand prix Gobert 1903 de l'Académie française.
- Les origines de la colonisation et la formation de la société française à Saint-Domingue. Aux bureaux de la revue questions historiques, 1906
- Lettres d'aristocrates. La révolution racontée par des correspondances privées. Librairie académique Perrin, 1907, in-8°
- Saint-Domingue : la société et la vie créoles sous l'ancien régime (1629-1789). Librairie académique Perrin, 1909, in-8°
- La mort du roi (21 janvier 1793). Librairie académique Perrin, 1910, in-18.

- Prix Montyon 1911 de l'Académie française.
- Récits du temps des troubles (XVIe siècle). De quelques assassins : Jean Poltrot, seigneur de Méré, Charles de Louviers, seigneur de Maurevert, Jean Yanowitz, dit Besme, Henry III et les Quarante-cinq, Jacques Clément, Paris, Émile-Paul Éditeur, 1912, X-411 p. (présentation en ligne, lire en ligne), [présentation en ligne].

- Prix Gobert 1912 de l'Académie des inscriptions et belles-lettres.
- Les Duprat et les d'Alègre, 1912
- Récits du temps des troubles. une famille : les d'Alègre. Émile-Paul, 1914, in-8°
- Un grand procès sur Richelieu. - l'affaire du Maréchal de Marillac (1630-1632). Librairie académique Perrin, 1924, in-8°
- À Coblence, ou les émigrés français dans les pays rhénans de 1789 à 1792. Librairie "Les Belles-lettres", 1924, in-12
- Messieurs de Joyeuse (1560-1614) Albin-Michel, 1926, in-8°
- Henri IV. Librairie Arthème Fayard, 1928,

- Prix Halphen 1929 de l'Académie française
- Conjuration de Cinq-Mars. Hachette
- Le baron des Adrets. Firmin-Didot et Cie, 1930
- Curés de campagne de l'Ancienne France, 1933
- Le Château d'Amboise Calmann-Lévy, 1935
- Les Dernières années de la reine Margot, 1938

## Distinctions
- Officier de la Légion d'honneur